# تی‌دی گاردن
تی‌دی گاردن ورزشگاه خانگی دو تیم بوستون سلتیکس در اتحادیه ملی بسکتبال و بوستون بروینز در لیگ ملی هاکی واقع در شهر بوستون است.نام این ورزشگاه به دلیل نام اسپانسر آن ،تی‌دی بانک، انتخاب شده است.
این ورزشگاه در سال های ۲۰۰۸ و ۲۰۱۰ میزبان رقابت‌های فینال جام‌حذفی اتحادیه ملی بسکتبال بوده است؛همچنین در سال ۲۰۱۱ مسابقات فینال جام استنلی هاکی در این ورزشگاه برگزار گردید.
یک موزه‌ی ورزشی در این ورزشگاه قرار دارد که افتخارات باشگاه‌های شهر بوستون را در خود جای داده‌است.از زمان شروع به فعالیت این ورزشگاه بیش از ۲۰ میلیون نفر از آن بازدید کرده‌اند.